# Armorial des localités de Hongrie/I
Cette page donne les armoiries des localités de Hongrie, commençant par la lettre I.

## Ib

Ibafa
Ibrány

## Ig

Igal
Igar
Igrici

## Ih

Iharos
Iharosberény

## Ik

Ikervár
Iklad
Iklanberény
Iklódbördőce
Ikrény

## Il

Iliny

## Im

Imola
Imrehegy

## In

Inke

## Ip

Ipacsfa
Ipolydamásd
Ipolytarnóc
Ipolytölgyes

## Ir

Irota

## Is-Isz

Isaszeg
Ispánk
Istenmezeje
Istvándi
Iszkaszentgyörgy
Isztimér

## Iv

Iván
Ivánc
Iváncsa
Ivándárda

## Iz-Izs

Izmény
Izsák